# Xenodochus carbonarius
Xenodochus carbonarius är en svampart som beskrevs av Schltdl. 1826. Xenodochus carbonarius ingår i släktet Xenodochus och familjen Phragmidiaceae.   Inga underarter finns listade i Catalogue of Life.